# Alfred Reul
Alfred Reul (ur. 1 sierpnia 1909 w Łodzi, zm. 16 marca 1980 w Fuldzie) – kolarz, olimpijczyk z Amsterdamu 1928.
Startował w sprincie. Był członkiem drużyny kolarskiej która podczas przygotowań do igrzysk olimpijskich w 1928 roku ustanowiła rekord świata (5.04.00) w wyścigu na 4000 m.
Na igrzyskach olimpijskich w wyścigu na 4000 m zajął z kolegami 5. miejsce. Reprezentował barwy Łódzkiego Klubu Sportowego.